# ميخائيل اندروز
ميخائيل اندروز (بالإنجليزية: Michael Andrews)‏ هو مونتير وملحن وعازف بيانو أمريكي، ولد في 17 نوفمبر 1967 في سان دييغو في الولايات المتحدة.

## وصلات خارجية
- الموقع الرسمي
- ميخائيل اندروز على موقع IMDb (الإنجليزية)
- ميخائيل اندروز على موقع ألو سيني (الفرنسية)
- ميخائيل اندروز على موقع ميوزك برينز (الإنجليزية)
- ميخائيل اندروز على موقع أول موفي (الإنجليزية)
- ميخائيل اندروز على موقع قاعدة بيانات الأفلام السويدية (السويدية)
- ميخائيل اندروز على موقع أول ميوزيك (الإنجليزية)
- ميخائيل اندروز على موقع ديسكوغز (الإنجليزية)
- ميخائيل اندروز على موقع قاعدة بيانات الفيلم (الإنجليزية)
- ميخائيل اندروز على موقع كينوبويسك (الروسية)